# Энгльбер, Рене
Рене Энгльбер (фр. René Englebert) — бельгийский стрелок, призёр летних Олимпийских игр, чемпион мира.
Энгльбер принял участие в летних Олимпийских играх в Лондоне в соревнованиях по стрельбе из пистолета. Он стал серебряным призёром среди команд и 15-м среди отдельных спортсменов.
Также Энгльбер трёхкратный чемпион мира в стрельбе из пистолета среди команд.